# Lampranthus turbinatus
Lampranthus turbinatus är en isörtsväxtart som först beskrevs av Nikolaus Joseph von Jacquin, och fick sitt nu gällande namn av Nicholas Edward Brown. Lampranthus turbinatus ingår i släktet Lampranthus och familjen isörtsväxter. Inga underarter finns listade i Catalogue of Life.